# Rivière Arnaud
Der Rivière Arnaud (englisch Arnaud River; früher auch Payne River) ist ein etwa 293 km langer Fluss in der Region Nunavik in der kanadischen Provinz Québec.

## Flusslauf
Er hat seinen Ursprung im Lac Payne auf dem niedrigen Plateau der Ungava-Halbinsel, von wo aus er über eine Reihe von eisbedeckten und vergletscherten Seen zur Ungava Bay fließt. Sein mittlerer jährlicher Abfluss beträgt etwa 15 km³. Der Fluss ist nur im Sommer eisfrei. In der restlichen Zeit gefriert er mehrere Meter stark. Die Länge des Flusses beträgt etwa 150 km.
Die Inuit-Siedlung Kangirsuk liegt an der Mündung des Rivière Arnaud am Nordufer der Payne Bay, 13 km landeinwärts von der Küste der Ungava Bay.
Das Einzugsgebiet des Rivière Arnaud ist aufgrund des lebensfeindlichen Klima überwiegend Ödland. Die Durchschnittstemperatur erreicht im Sommer Werte von 7 °C. Der Permafrost beginnt schon bei einem halben Meter Bodentiefe. Die Vegetation besteht aus niedrigen Büschen auf den tieferen Höhenlagen, da keine Bäume im Einzugsbereich des Rivière Arnaud wachsen. Die kurze eisfreie Zeit des Flusses steht einer Nutzung zur Stromgewinnung entgegen.
Wichtige Nebenflüsse des Rivière Arnaud sind Rivière Lepellé, Rivière Vachon und Rivière Buet von links, Rivière Hamelin von rechts.

## Etymologie
Der Fluss hieß ursprünglich Payne River. Im Jahr 1968 wurde er umbenannt in Rivière Arnaud zu Ehren des Geistlichen Charles-André Arnaud (1826–1914).